# Шакяр Аслан
Шакяр Аслан (тал. Šəkər Aslan, азерб. Şəkər Aslan; 10 октября 1935 года, село Болади, Ленкоранский район, Азербайджанской ССР — 12 июня 1995 года, село Болади, Ленкоранский район, Азербайджанской ССР) — азербайджанский и талышский поэт, драматург, публицист, журналист, член Союза писателей СССР (1968 г.), член Союза журналистов Азербайджана (1963 г.), лауреат премии «Золотое перо» Союза журналистов Азербайджана (1978 г.).

## Биография
Асланов Шакяр Мирза оглы родился 10 октября 1935 года, село Болади, Ленкоранского района, Азербайджанской ССР. Окончив среднюю школу села Болади, работал в сельском клубе, а также в Ленкоранском Доме культуры (1955—1959 гг.), отучился на факультете поэзии института мировой литературы имени Максима Горького в Москве (1963—1968 гг.).
В 1964—1968 годах работал в газете «Ленинчи» (ныне газета «Ленкорань») Ленкоранского района, после окончания института работал в райкоме партии (1968—1970 гг.).
В 1968—1970 годах работал инструктором в Ленкоранском комитете коммунистической партии Азербайджана.
В 1969 году участник V Всесоюзной конференции молодых писателей в Москве.
15 января 1980 г. в Ленкорани в Ленкоранском Государственном Драматическом Театре им. Н. Б. Везирова прошла встреча русского поэта Евгения Евтушенко с представителями разных отраслей. Талантливый поэт литературной среды Ленкорани Шакяр Аслан, открывал данную встречу, тем самым открыл и новый путь во взаимосвязи русских и азербайджанских литераторов.
В 1982 году был депутатом Ленкоранского городского совета.
В 1970—1992 годах — главным редактором газеты «Ленинчи» (позже «Ленкорань»).
В 1992 году он основал литературный журнал «Söz» («Слово»), работал главным редактором данного журнала с 1992—1995 года.
В 1994—1995 годах работал ответственным секретарем/председателем Ленкоранского отделения Союза писателей Азербайджана.
12 июня 1995 года умер в родном селе Болади, Ленкоранского района, Азербайджанской ССР.
Одна из улиц города Ленкорани названа в честь Шакяр Аслана.

## Творчество
Свою литературную деятельность он начал в средней школе со стихотворения «Моей корейской сестре», опубликованного в выпуске Ленкоранской областной газеты «Социалистические субтропики» от 23 июля 1953 года.
Шакяр Аслан писал свои стихи и поэмы на азербайджанском, талышском и русском языках.
Первая книга стихов «Весенний дождь» вышла в свет в 1964 году. Им опубликовано более 10 книг, в том числе «Живу у моря» и "Цветы из Ленкорани " на русском языке в Москве. Его спектакли «Кто ты, отец?!» 1982 года, «Одностороннее действие» 1987 года были поставлены в Ленкоранском государственном драматическом театре имени Н. В. Везирова. На основе лирических стихов Шакяр Аслана составлены песни.
Стихи и поэмы Шакяр Аслана отражают богатый духовный мир современных людей, их желания, стремления, любовь, описывают дружбу народов, мысли о человеке и времени, привязанность к земле, любовь к родине, красоты родной природы.
С созданием журнала «Söz» («Слово») в 1992 году, Шакяр Аслан прожил, пожалуй, самые счастливые годы своей жизни. Когда каждый номер журнала публиковался, он словно рождался заново. К сожалению, эта радость длилась недолго. Шакяр Аслан живёт вечно как духовный отец созданного им «Слова» В журнале также публиковались статьи на талышском языке. Например, стихотворение талышского поэта Джамала Лалазоа «Ха додо» («Эх, сестра»), Шакяр Аслан опубликовал без ведома поэта.
Другой талышский поэт Ахад Мухтар писал в редакцию журнала в 1993 году обращение на талышском языке в котором говорит о том, что пишет стихи на талышском в Баку, тоскует по Ленкорани, желает любви читателя к словам журнала «Söz» («Слово»), здоровья от старого друга Ахад Мухтара и направляет новую запись для возможного опубликования в журнале.
Стихи Шакяр Аслана были переведены на ряд иностранных языков. Он является автором публицистических статей, художественно-публицистической книги «Samovara od salmişam» («Я зажёг самовар»), посвященной истории и особенностям реки Ленкоранки.
Награждён орденом «Знак Почёта» (1981 г.), почетной грамотой Верховного Совета Азербайджанской ССР (1981 г.) и различными медалями. Лауреат премии «Золотое перо» (1978).

#### Сборники стихов и поэм
- «Bahar yağışı» (Весенний дождь). — Баку., 1964
- «Məhəbbət fəsli» (Глава люви). — Баку., 1973
- «Живу у моря». — Москва. 1976
- «Эти дни останутся в памяти». — Баку., 1982
- «Цветы из Ленкорани». — Москва., 1986
- «Samovara od salmışam» (Я зажёг самовар). — Баку., 1989
- «Письмо домой: Стихи и поэмы». — Баку., 1991
- «Payıma düşən ömür» (Жизнь, которая принадлежит мне). — Баку., 2012

#### Стихи на талышском языке[1]
- Hiç çı yodo bebəşe?! (Разве можно забыть?!)
- Çəmə umur[9] (Наша жизнь)
- Çəş bıkən mıni[10] (Ждите меня) (1960)
- Lankon (Ленкорань) (1990-е)
- DİƏDƏ VƏYƏ (Свадьба в деревне)
- Çe dast şedəm
- Bınıvıştım (Напишу)[11]

#### Стихи на азербайджанском языке
- Bu gün şəhərdə yoxsan (Ты не в городе сегодня) (1967)
- Bir dəniz damlası…fikir ver ona (Капля моря … обратите на это внимание) (1969)
- Məni tanımır o qız (Она меня не знает) (1971)
- Hər sözün bir zərif xoş təranədir (Каждое слово — тонкая приятная мелодия)